# 阮維嶽
阮維嶽（越南语：／，？—1929年），越南阮朝末期秀才、官員。

## 生平
阮維嶽爲南定省春長府行善村（今屬南定省春長縣春鴻社行善村）人，父親是舉人阮維翰，1913年在太平巡撫任上遇刺身亡。
阮維嶽在成泰十二年（1900年）和成泰十八年（1906年）兩年考中秀才。
1913年，成爲通判。後任不拔知縣、海安知縣、務本知縣、海後知縣。1923年，權安慶知府。
1925年，任河南商佐、二級法院代理法官。1927年，任國威知府。
1929年逝世。

## 家庭
- 子阮世傳，越南近代政治家、越南獨立運動者[4][17]

## 外部鏈接
- 1- Duy Nhạc (Thương Tá) NGUYỄN (b. - 1929) （页面存档备份，存于）, Geni.com